# یون مارینسکو
یون مارینسکو (رومانیایی: Ion Marinescu؛ زادهٔ ۲۲ نوامبر ۱۹۳۰ – ۲۰ سپتامبر ۱۹۹۸) بازیگر و تهیه‌کننده فیلم اهل رومانی است.
از فیلم‌هایی که وی در آن‌ها نقش داشته‌است، می‌توان به انتقام، آینه، تلهٔ مزدوران و رز زرد اشاره نمود.